# Fénysűrűség
A fénysűrűség a sugársűrűséggel analóg fogalom. Szemünk alapvetően fénysűrűséget észlel. A fénysűrűség fogalmához legkézzelfoghatóbban úgy jutunk, hogy a világító vagy a megvilágított felület {\displaystyle dA} területű felületelemének {\displaystyle dI} fényerősségét osztjuk a {\displaystyle dA} felületelem nagyságával.
{\displaystyle L={dI \over dA}}    illetve    {\displaystyle L={dI \over dA\cos \theta }}
ahol {\displaystyle \theta } az elemi felület normálisa és a fényerősség iránya által bezárt szög.
Egyenértékű definícióként szolgál a fénysűrűségre:
{\displaystyle L={d^{2}\phi  \over Ad\Omega \cos \theta }}
ahol
{\displaystyle d\phi }      az a fényáram, amelyet az elemi sugárnyaláb az adott felületelemen át továbbít, és amely az adott irányt is tartalmazó {\displaystyle d\Omega } térszögben halad
{\displaystyle dA}  a sugárnyaláb azon elemi metszetének területe, amely az adott pontot tartalmazza
{\displaystyle \theta } a metszeti felület normálisa és a sugárnyaláb közötti szög.
Kifejezhetjük a fénysűrűséget a sugárzást felfogó {\displaystyle dA} felületelem megvilágításával is:
{\displaystyle L={dE \over d\Omega \cos \theta }}     ahol    {\displaystyle dE={d\phi  \over dA}}